# Bungamati
Bungamati (nep. बुङमती) – gaun wikas samiti w środkowej części Nepalu w strefie Bagmati w dystrykcie Lalitpur. Według nepalskiego spisu powszechnego z 2001 roku liczył on 1067 gospodarstw domowych i 5667 mieszkańców (2836 kobiet i 2831 mężczyzn).

Bungamati
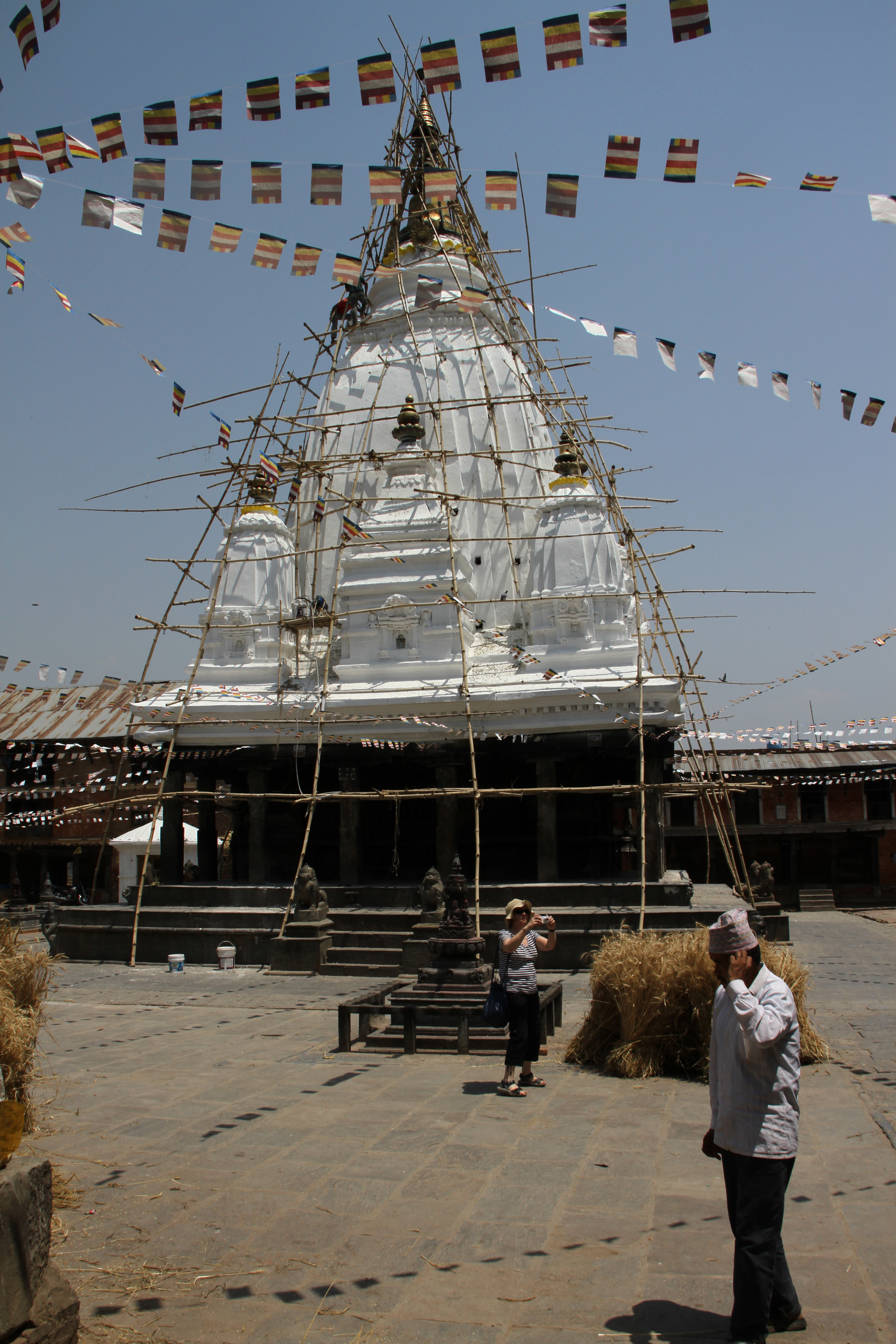
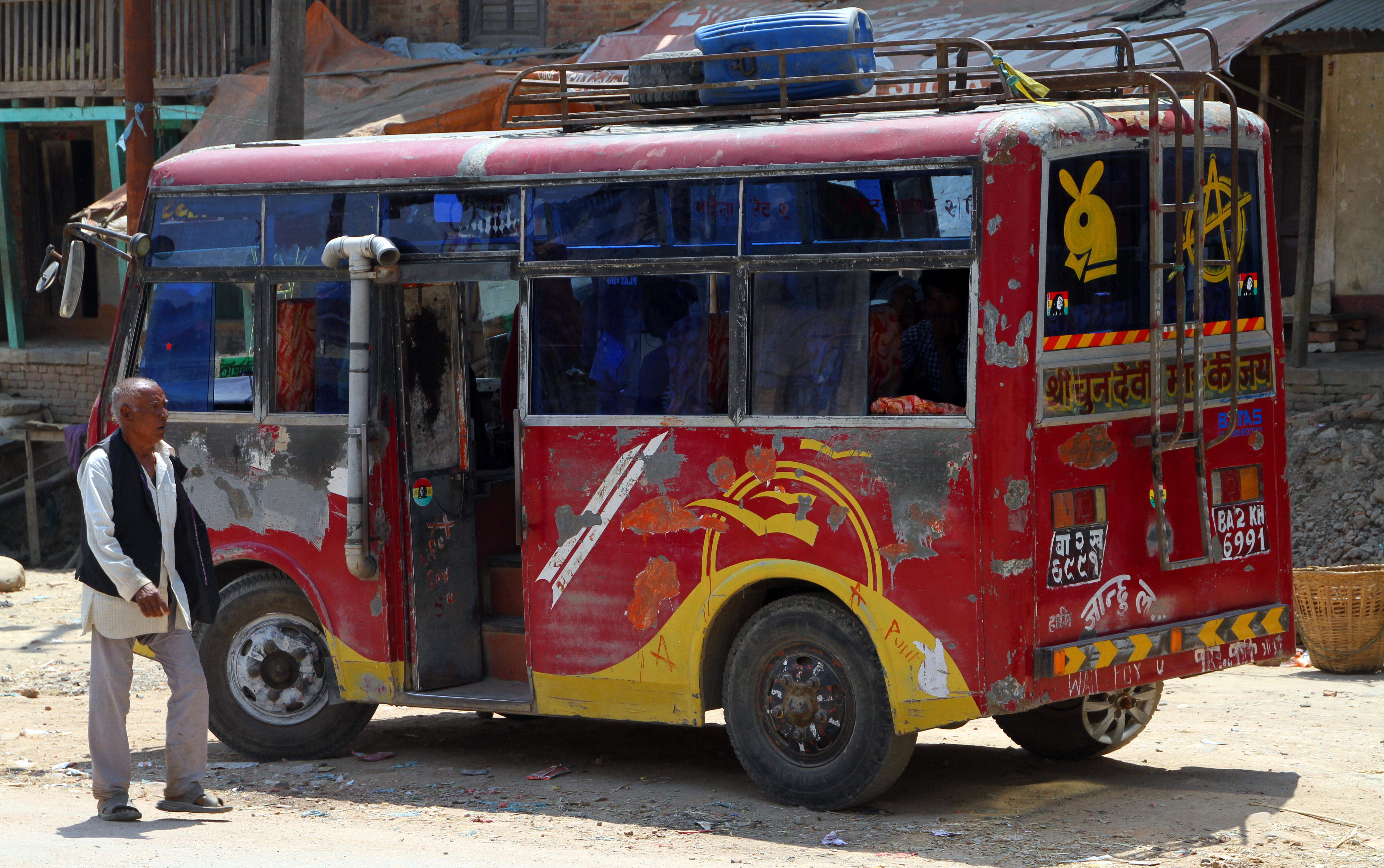
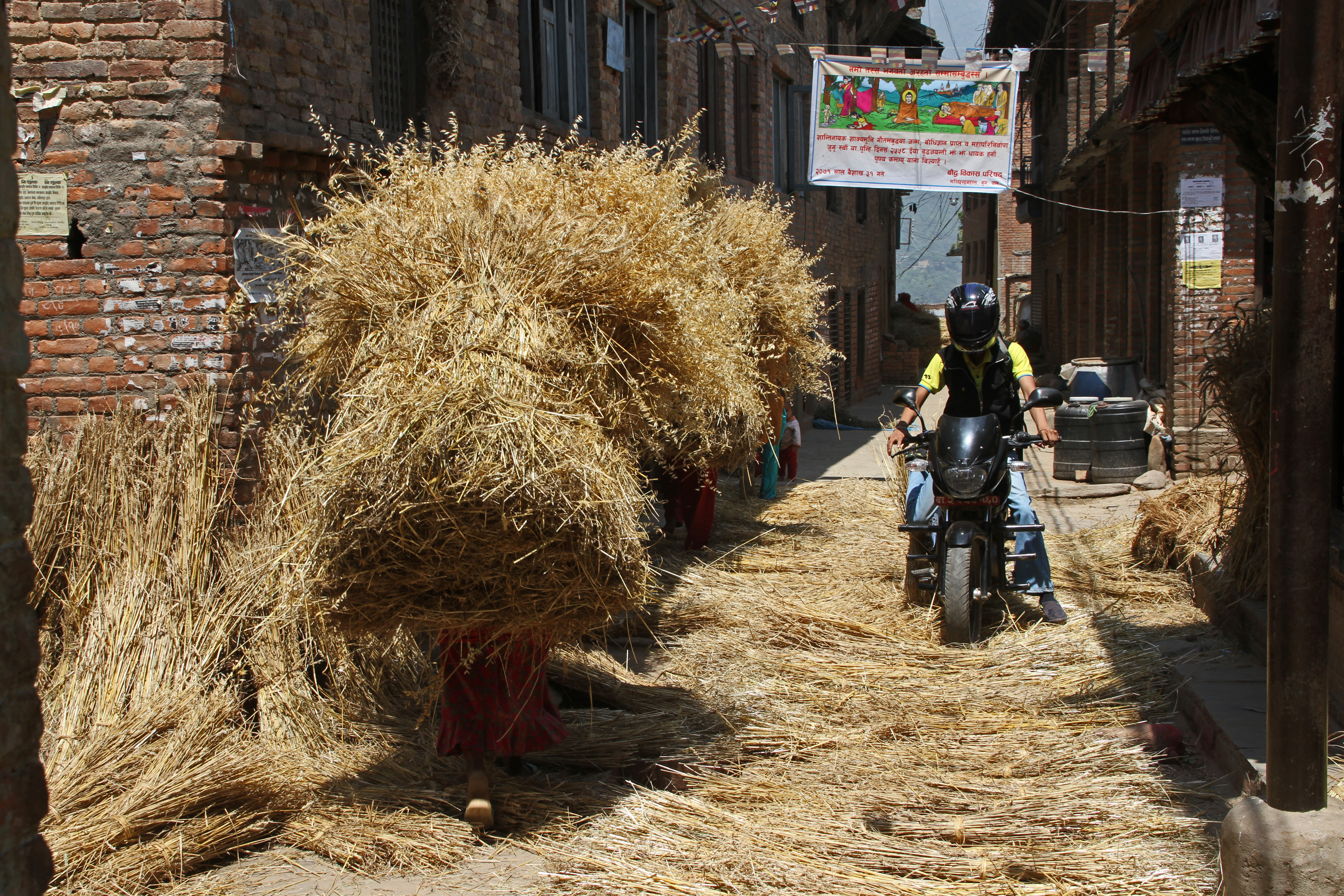
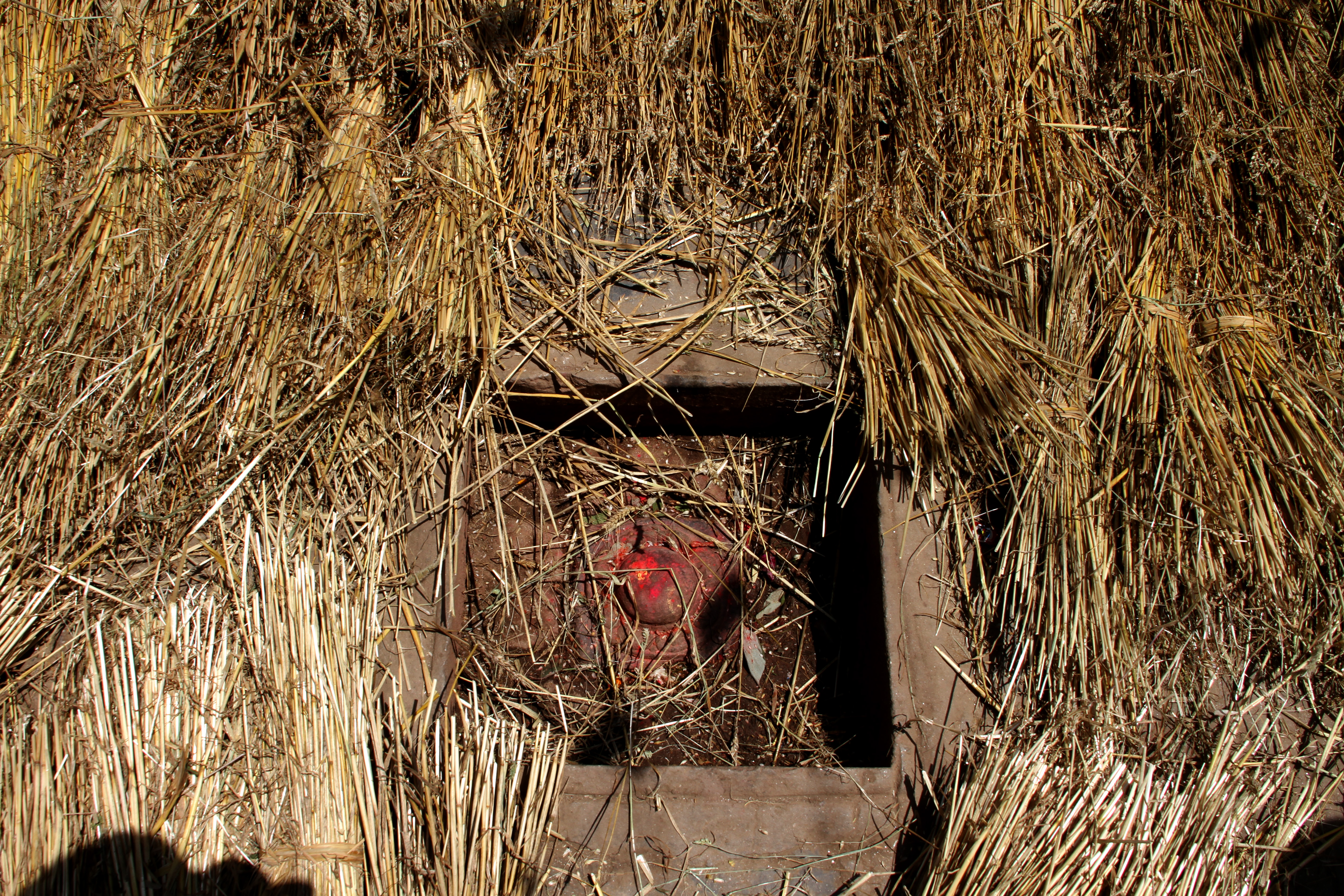
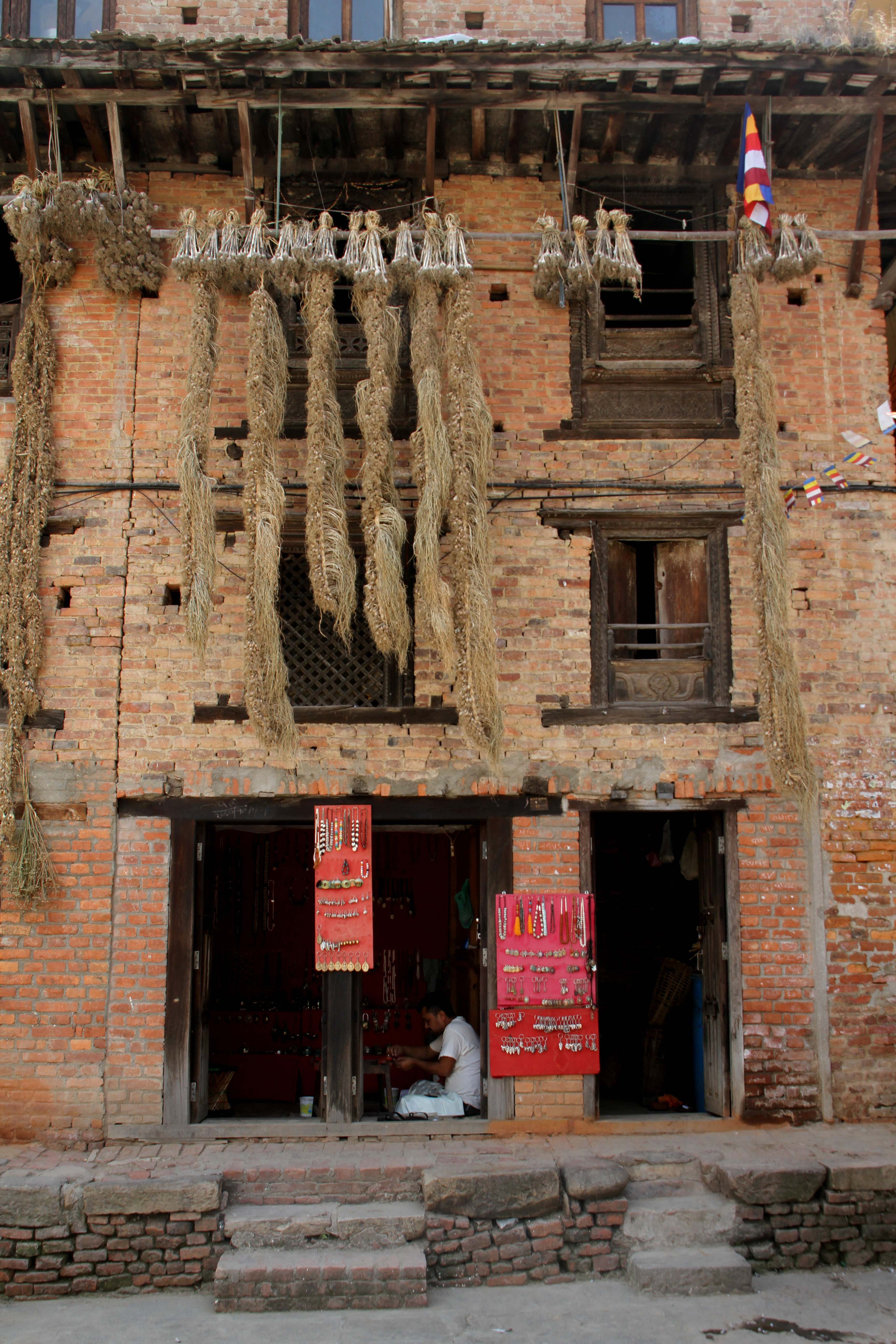
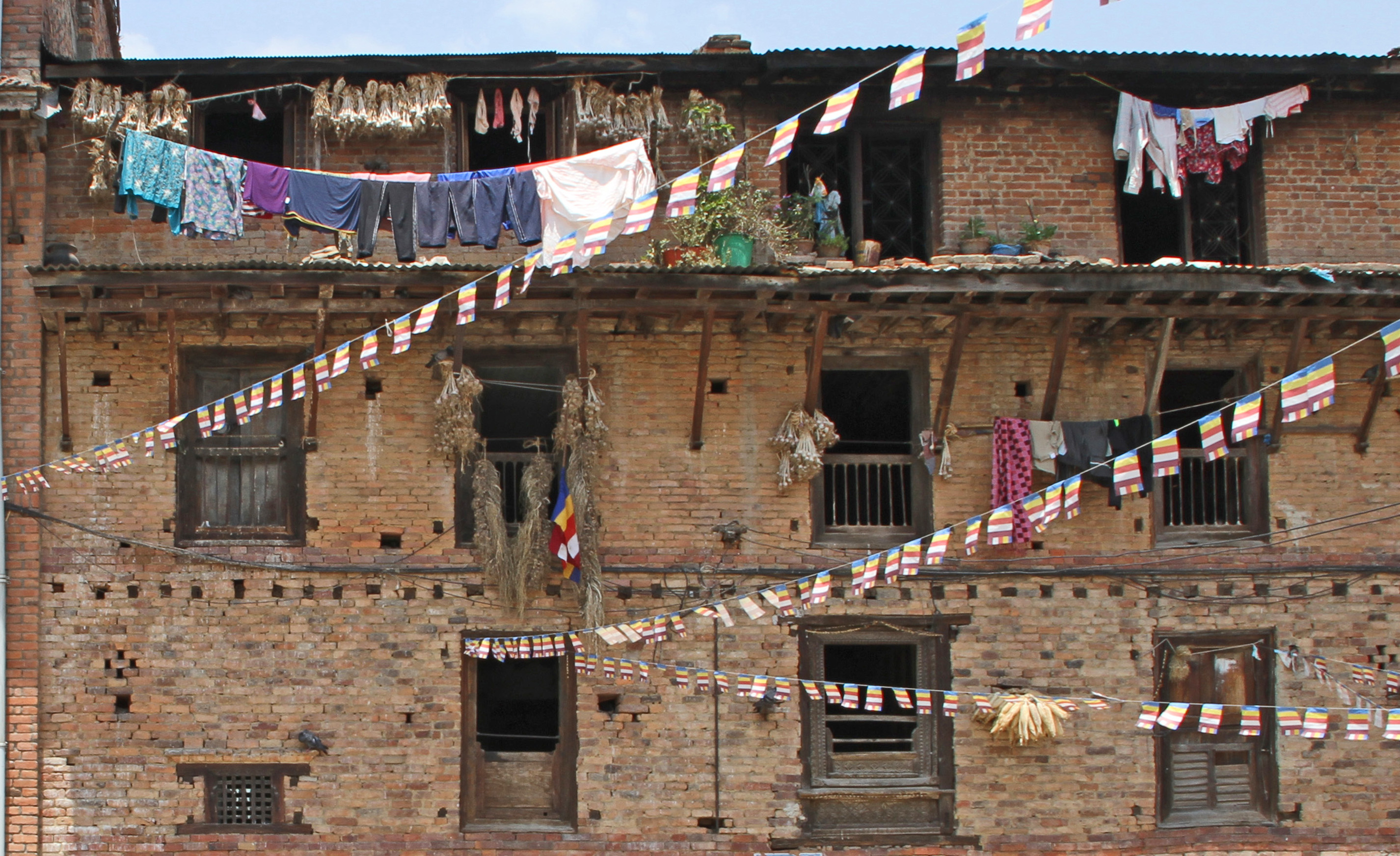
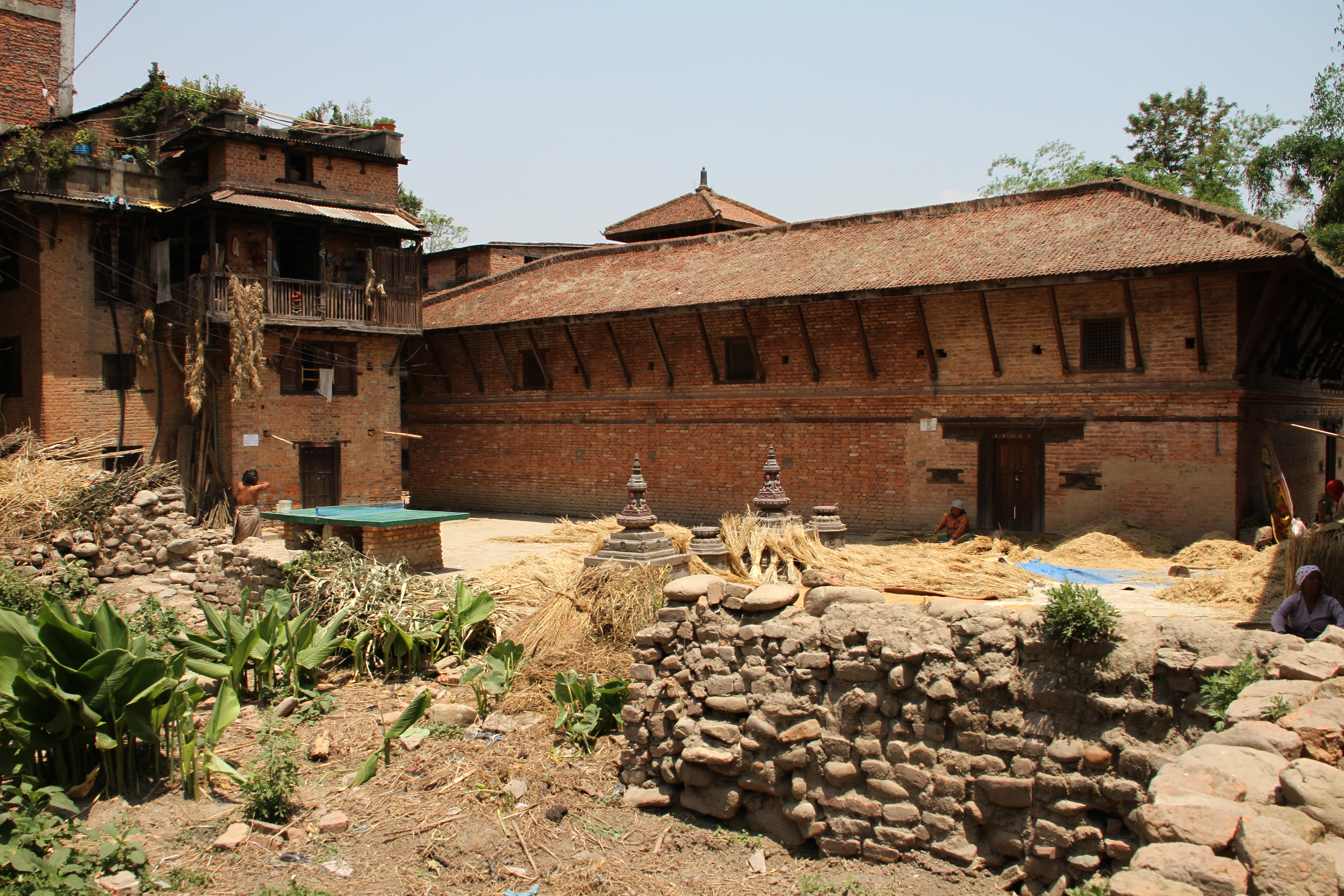
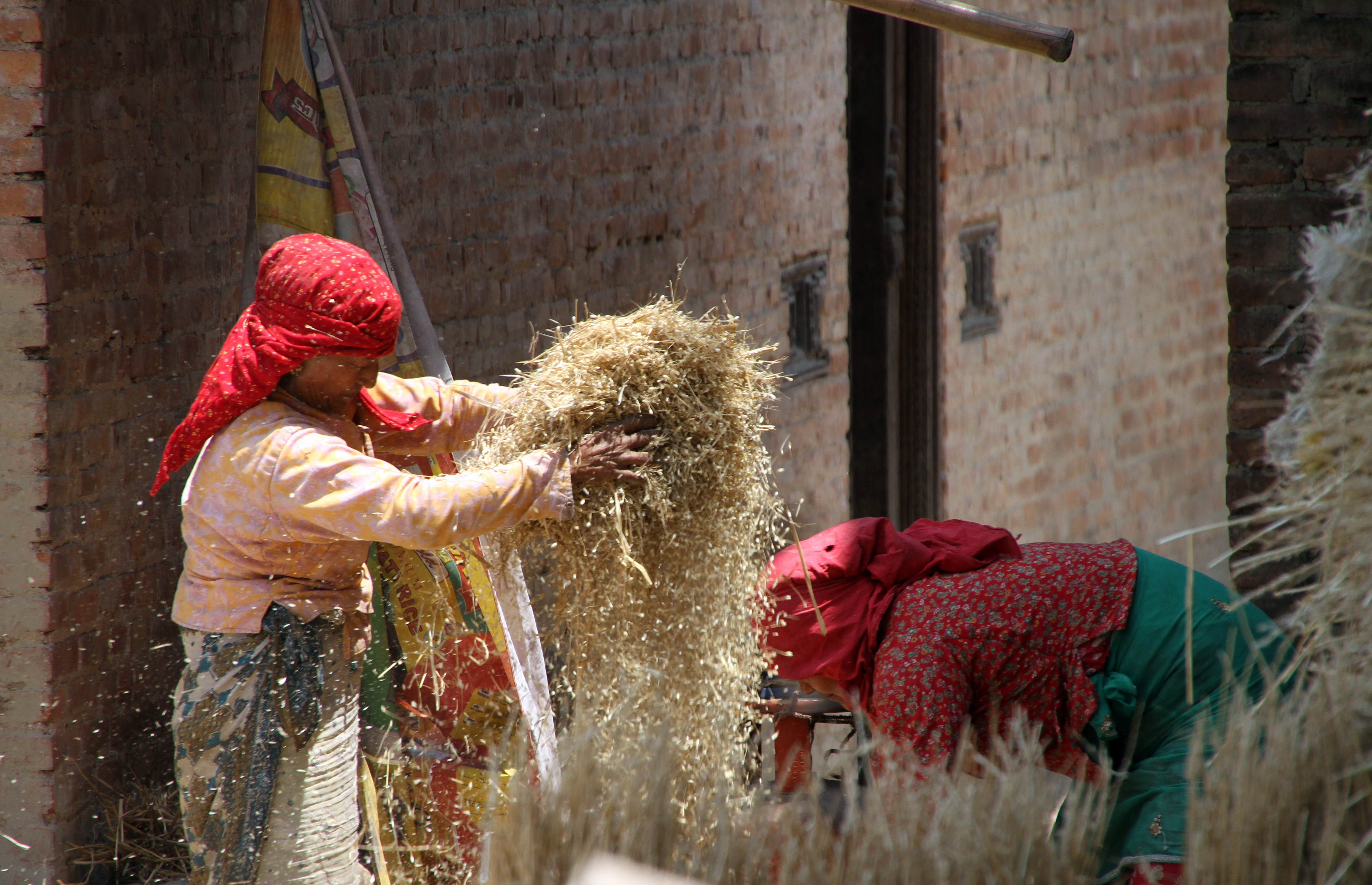